# Halsösundet
Halsösundet är ett sund i Finland. Det ligger i Ingå i landskapet Nyland, i den södra delen av landet, 40 km väster om huvudstaden Helsingfors.